# Musa Mamut
Musa Mamut este un erou-martir tătar care pe 23 iunie 1978 s-a autoincendiat în Crimeea în semn de protest față de represiunea tătarilor crimeeni. Este un simbol al cauzei națiunii tătare.

## Biografie
Musa s-a născut în familia ciobanului Yagya pe 20 februarie 1931, în satul Uzunğî din regiunea Balaklava, Crimeea. A avut cinci frați și două surori. În 1944 Iosif Stalin îi acuză pe tătarii crimeeni de colaborare cu naziștii și, la fel ca alte mii de tătari, familia lui Musa este scoasă afară din casă, îmbarcată în vagoanele de vite și deportată în Uzbekistan. În exil au trăit în sărăcie. În scurt timp, din cauza foametei i s-au stins doi frați și cele două surori. Musa lucra într-un depozit de bumbac și în 1957 devine lăcătuș și tractorist.
În era lui Leonid Brejnev mișcarea de repatriere a tătarilor se intensifică fiind susținută și de o seamă de activiști pentru drepturile omului printre care Petro Grigorenko și Andrei Sakharov. În septembrie 1967 autorităție sovietice anulează acuzația împotriva poporului tătar crimeean.
În aprilie 1975 Musa revine în Crimeea. Cumpără o casă și se stabilește în satul Beș-Terek (Donske) de lângă Simferopol. Însă nu i se eliberează actul notarial al casei și actele de reședință. Pe 23 aprilie 1976 este arestat și pe 13 mai 1976 este condamnat la doi ani de închisoare la Kremenciuc, în Poltava. Soția sa, Zekiye Abdulla, primește doi ani cu suspendare. După câteva luni, detenția este comutată la muncă într-o rafinărie și mai apoi, pe 18 iulie 1977 este eliberat. Autoritățile locale continuă însă să îl hărțuiască refuzându-i eliberarea actelor de domiciliu. Discută des cu prietenii despre situația tragică a tătarilor. Pe 20 iunie 1978 familiei sale i se deschide un nou dosar și când miliția vina să îl ridice, 23 iunie 1978, Musa se stropește cu benzină și își dă foc Moare cinci zile mai târziu, în spitalul din Simferopol, pe 28 iunie 1978. Se odihnește în cimitirul din Beș-Terek.
Pe 4 iulie 1978 disidentul rus Andrei Sakharov îi trimite o scrisoare lui Brejnev cerându-i să le facă dreptate tătarilor crimeeni.